# Белослудский Погост
Белослу́дский Пого́ст — деревня в Красноборском районе Архангельской области России. Входит в состав Белослудского сельского поселения.

## География
Деревня находится в юго-восточной части Архангельской области, у берега протоки Мошкуриха между старицами на правобережье реки Уфтюга, на расстоянии 11 км к северо-востоку от села Красноборск, административного центра района.

### Часовой пояс
Деревня Белослудский Погост, как и вся Архангельская область, находится в часовой зоне МСК (московское время). Смещение применяемого времени относительно UTC составляет +3:00.

## История
В 1859 году на погосте Сольвычегодского уезда Вологодской губернии было учтено 4 двора, проживало 18 человек.

## Население
| 2002 | 2010 |
| ---- | ---- |
| 0    | →0   |

## Достопримечательности
На погосте действует Никольская церковь. Ранее здесь находились также церкви Владимирской иконы Божией Матери и Афанасия Александрийского.